# تایشی تسونادا
تایشی تسونادا (انگلیسی: Taishi Tsunada؛ زادهٔ ۵ آوریل ۱۹۸۴) بازیکن فوتبال اهل ژاپن است.